# Juan Lerma Gómez
Juan Lerma Gómez (nacido el 8 de junio de 1955 en Moral de Calatrava, Ciudad Real) es profesor de investigación en el Instituto de Neurociencias de Alicante. 

## Currículum
Actualmente es profesor de investigación en el Consejo Superior de Investigaciones Científicas (CSIC),  Vicepresidente del European Brain Council (EBC) (2022-2024),  Consejero de la Society for Neuroscience (SfN) (USA) (2023-2024) y recientemente nombrado Académico Numerario (medalla 39) de la Real Academia de Ciencias Exactas, Físicas y Naturales de España (2024).
Ha sido presidente del Comité Regional Paneuropeo de IBRO (2010-2015), presidente de la Sociedad Española de Neurociencia y miembro de la junta ejecutiva de la Confederación de Sociedades Científicas de España (COSCE) (2013-2016), secretario general de la Federación de Sociedades Europeas de Neurociencias (FENS) (2016-2018) y miembro de la Junta del European Brain Council (EBC) (2014-2018). Fue elegido miembro de la Organización Europea de Biología Molecular (EMBO) en 2000 y de la Academia Europaea en 2010.
Ha sido editor jefe de Neuroscience (journal) (2016-2023), la revista insignia de la Organización Internacional de Investigación del Cerebro (IBRO) y miembro del consejo editorial de Neuron, Neuroscience, Frontiers in Neuroscience, Neuroscience Bulletin y Physiological Reviews.

## Biografía
Lerma realizó estudios de Biología en la Universidad de Madrid hasta 1979, después de lo cual comenzó a investigar en el Hospital Ramón y Cajal, bajo la tutela de E. García-Austt, obteniendo su doctorado en Ciencias en la Universidad Autónoma en 1983. Después de pasar 6 años como facultativo del Departamento de Investigación del Hospital, se convirtió en científico titular del Instituto Cajal del Consejo Superior de Investigaciones Científicas (CSIC). Poco después, se trasladó a la Facultad de Medicina Albert Einstein (NY, EE. UU.) como becario Fogarty. Allí trabajó con Mike V.L. Bennett y R. Suzanne Zukin. En 1990, regresó a España (Instituto Cajal, CSIC) donde estableció su propio laboratorio. Más tarde en 2000, fue ascendido a profesor de investigación del CSIC. En 2004, se mudó al Departamento de Sistemas del Instituto de Neurociencias de Alicante del que fue vicedirector (2005-2007), director (2007-2016)y director científico del programa "Severo Ochoa Center of Excellence" (2014-2022).

## Investigación
Lerma ha centrado su investigación en el análisis de las bases moleculares de la comunicación neuronal, específicamente en la elucidación de las propiedades y los mecanismos de señalización de los receptores de glutamato y su papel en la salud y la enfermedad. Describió la existencia de receptores funcionales de kainato (KAR) en neuronas centrales y estuvo entre los pioneros en aplicar la RT-PCR unicelular para estudiar los receptores de neurotransmisores. Describió el papel fundamental de KAR en el control de la excitabilidad y epileptogénesis del tejido neuronal, demostrando que los KAR tienen un mecanismo dual de señalización. Actualmente estudia el papel desempeñado por los KAR en sinapsis concretas y en la fisiopatología de las enfermedades cerebrales, en particular las relacionadas con los trastornos del estado de ánimo.
Juan Lerma ha publicado más de 100 artículos en revistas revisadas por pares. índice hORCID

## Honores y premios
- Académico Numerario (medalla 39) de la Real Academia de Ciencias Exactas, Físicas y Naturales de España - Sección de Ciencias Naturales (2024)
- Medalla de Oro del Instituto de Neurociencias (2016)
- Distinción al mérito científico. Generalitat Valenciana (2013)
- Elegido para la Academia Europaea[16] (2010)
- Alta distinción a la carrera de investigadora. Univ. Mayor de San Marcos, Perú (2015)
- Miembro de la Alianza Europea DANA para el Cerebro (EDAB) (2005)
- XI Premio Alberto Sols a la Mejor Actividad de Investigación (2004)
- Premio de la Fundación CEOE a las Ciencias (2004)
- Premio a la Excelencia Científica "Alonso Gabriel de Herrera" (2002)
- Premio Cátedra Santiago Grisolía (2002)
- Miembro electo de EMBO (2000)
- Premio de la Fundación Ciencias de la Salud (1998)